# Lapovo
Lapovo (em cirílico: Лапово) é uma vila da Sérvia localizada no município de Lapovo, pertencente ao distrito de Šumadija, na região de Šumadija. A sua população era de 7044 habitantes segundo o censo de 2011.

## Demografia
| 1948 | 1953 | 1961 | 1971 | 1981 | 1991 | 2002 | 2011 |
| ---- | ---- | ---- | ---- | ---- | ---- | ---- | ---- |
| 7169 | 7569 | 8112 | 8307 | 8837 | 8655 | 7422 | 7044 |